# Строгов Анатолій Никандрович
Строгов Анатолій Никандрович (19 жовтня 1934, м. Дно, Псковська область, Росія - 8 жовтня 2010, Львів) — російський військовий та український політик.

## Життєпис
Народився 19.10.1934 у місті Дно, Псковська область, Росія.
Освіта: Чугуївське військове авіаційне училище льотчиків (1953—1957), військовий пілот; Військово-повітр. Червонопрапорна ордена Кутузова академія ім. Ю. О. Гагаріна, заочне відділення командного флоту (м. Моніно, 1965—1970); Військова орденів Леніна і Суворова акад. Генштабу ЗС СРСР, основний флот (1976—1978).
- 1957—1965 — льотчик, нач. штабу авіаескадрильї, ком. авіаланки, заст. ком. авіаескадрильї — штурман.
- 1965—1976 — ком. авіаескадрильї, заст. ком. авіаполку, ком. авіаполку, заст. ком. авіадивізії, ком. авіадивізії.
- 1976—1978 — слухач, Військ. акад. Генштабу ЗС СРСР.
- 1978—1991 — ком. авіакорпусу, заст. командувача ВПС Далекосх. ВОкр., нач. штабу Далекосх. ВОкр., командувач ВПС -заст. командувача ПрикВОкр. з авіації, командувач 14-ї повітр. армії.
- 1993—1994 — голова ради, Рос. т-во ім. О.Пушкіна.
- 1993—1998 — староста, Рос. община Львів. обл.

Генерал авіації у відставці. Військовий льотчик 1-го класу.
Помер 08.10.2010.

## Політична діяльність
Чл. КПУ (з 1960); голова Конгресу російських общин захід. областей України (з 10.1994).
Народний депутат України 3 склик. 03.1998-04.2002 від КПУ, № 10 в списку. На час виборів: пенсіонер (місто Львів), чл. КПУ. Член Комітету з питань нац. безпеки і оборони (з 07.1998), чл. фракції КПУ (з 05.1998).

## Нагороди
Ордени Червоної Зірки (двічі), «За службу Батьківщині в ЗС СРСР» III, II ст. 16 медалей.

## Родина
Дружина Світлана Миколаївна (1938) — пенс.; син Володимир (1960) — полк. ВПС Рос. армії; дочка Ірина (1963) — майор мед. служби Рос. армії.